# Harald Scavenius
Harald Scavenius (* 27. Mai 1873 auf Gjorslev; † 22. April 1939 in Den Haag) war ein dänischer Diplomat und Außenminister im Kabinett Neergaard II.

## Leben
Scavenius entstammte dem Adelsgeschlecht Scavenius, sein Vater war der Kultusminister Jacob Scavenius. 1892 machte Scavenius seinen Schulabschluss und wurde 1890 mag.art. in Französisch. 1900 wurde er im Außenministerium angestellt und wurde 1904 als Legationssekretär nach St. Petersburg gesandt, 1909 nach Paris und 1911 nach London als Legationsrat. Im Ausland wuchs sein Interesse für die soziale Frage. Scavenius war gegenüber der moderaten Arbeiterbewegung freundliche eingestellt, aber kritisch gegenüber der marxistischen Theorie.
1912 wurde er zum Gesandten in Russland ernannt. Am 5. Mai 1920 löste er Otto Christian Scavenius ab und wurde Außenminister im Kabinett Neergard II. Am 9. Oktober 1922 löste ihn C.M.T. Cold ab. 1923 wurde Scavenius Gesandter in Rom, 1928 in Bern und Den Haag.

## Schriften
- Fagforeningsbevægelsen i Frankrig (1911)
- Af den nyere engelske Arbejderbevægelses Historie (1912)

## Auszeichnungen
- 1910: Ritterkreuz des Dannebrogordens
- 1917: Dannebrogsmændenes hæderstegn
- 1918: Fortjenstmedaljen in Gold
- 1920: Komtur I. Klasse des Dannebrogordens
- 1935: Großkreuz des Dannebrogordens